# 龍華酒店
22°23′18″N 114°11′30″E / 22.3884°N 114.1916°E

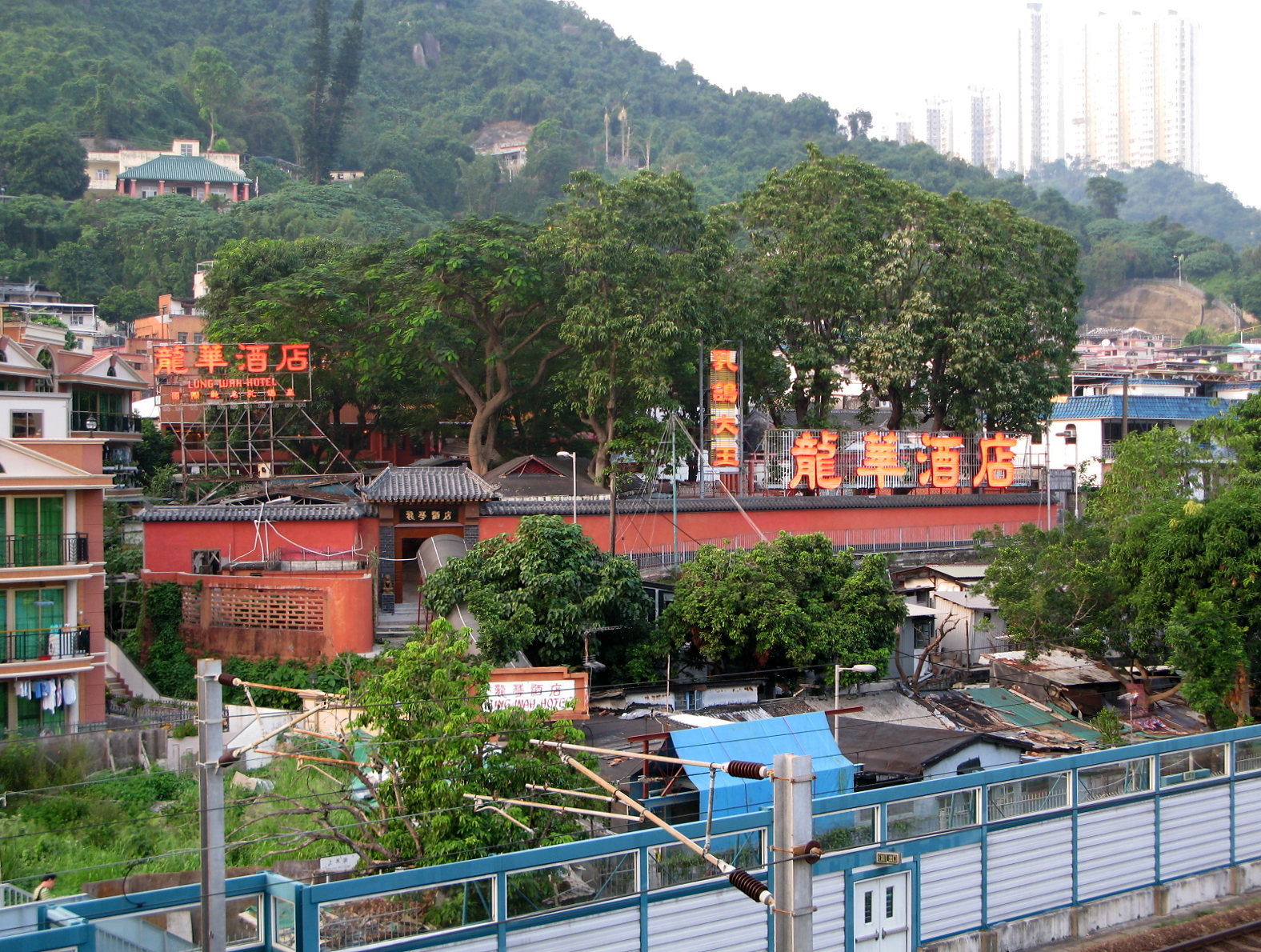
號稱「乳鴿大王」的龍華酒店

龍華酒店（Lung Wah Hotel）是一家位於香港新界沙田下禾輋村的餐廳，為香港僅有由園林作背景的餐廳之一。它開幕於1938年，共有十二間客房。當年是沙田區唯一的酒店，過去一直作為酒店經營，已故著名武俠小說家金庸更曾於酒店長住創作小說。但自1980年代起，随着沙田新城市發展及沙田新酒店落成．龍華酒店客房逐漸荒廢，又因未能合符香港的《消防條例》，所以便關閉酒店業務。
1985年開始，龍華酒店開始轉型以純粹餐館方式營運，以紅燒乳鴿為招牌菜，以老饕聞名的末代港督彭定康亦是熟客，而前中華民國總統蔣經國更派專機來港購買乳鴿，故獲「飛天乳鴿」的美名。
龍華酒店在1950年代是香港著名的園林酒店，因此當年不少電影公司借用地方拍攝電影，藝人如紅線女、張活游、陳寶珠、蕭芳芳、李小龍等亦曾到訪拍攝。至今，由於其裝修仍保留著五六十年代的風格，因此不少電影在龍華酒店取景，如李小龍的《唐山大兄》、彭浩翔的《買凶拍人》等。
香港老牌歌手李龍基的專輯《港澳回憶歌集》中有一首名為「龍華酒店」的情歌。

## 歷史

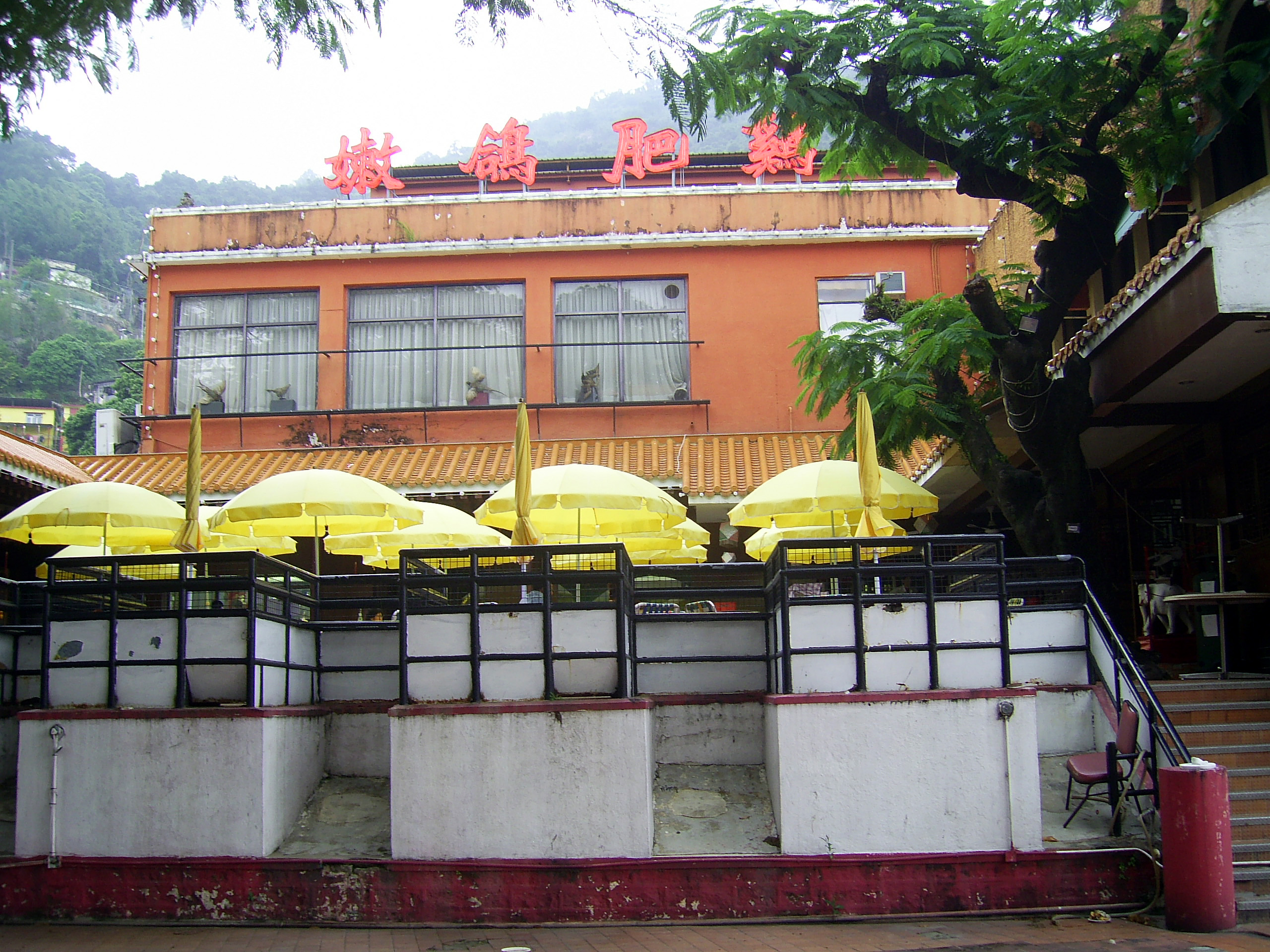
「四方樓」上「嫩鴿肥雞」

龍華酒店是香港最古老的酒店之一，建於戰前的1938年，原為東主鍾秀長的家族的度假別墅，仿照九龍塘的住宅建築，樓高兩層，外型呈四方形，被當地村民稱為「四方樓」。
日佔時期這幢鍾家別墅被徵用作軍隊總部，部分用為馬廄，四周空地成日軍駐紮的軍營，戰後才從日軍手上取回。龍華酒店是戰後於沙田開設的首間酒店，下層是食肆，上層是客房，初期只有8間套房，後來增加到12間房。當時主要的客源是位於何東樓的華僑工商學院的師生，並首創「龍華乳鴿」及「生滾雞粥」，其招牌「嫩鴿肥雞」正是來自華僑工商學院校長王淑淘女士的手筆。
龍華酒店早年佔地廣闊，現時的沙田警署是當年酒店的停車場，而停車場外已是未填海前的沙田海。當九廣鐵路擴建，政府與鍾氏家族協商收回大片土地拉直鐵路。
政府當年答應換地另補土地予鍾氏，至今尚沒有結論。

## 龍華乳鴿
美食家唯靈稱沙田有三寶，是「山水豆腐花」、「明火靚雞粥」和「龍華乳鴿」。以前龍華最高記錄可以每日賣六千隻乳鴿，現在每天也有上千隻銷量，龍華酒店專門聘請一名廚師炮製乳鴿，只選用孵化不超過26天的嫩鴿，在深圳自家設置的農場飼養，分為只有11至12兩重的「皇鴿」或只有8至10兩重的「頂鴿」，先把鴿用熱水煮，再用滷水汁泡熟，在鴿皮沾麥芽糖然後再炸，保持鴿皮色鮮香脆。

## 龍華生活文化村
龍華酒店於2009年成立「龍華生活文化村」，舉辦展覽之餘，又廣邀名嘴、才子舉行座談會，推廣保育文化。首個活動是於10月2日正式舉行的《昔日童玩遊戲展》，地點是從龍華麻雀房改成展覽廳的懷舊舞台；龍華大花園中的兩座麻雀亭，改成文物圖片和龍華博物館。

## 交通
交通方面，可從港鐵沙田站前往，往新城市中央廣場（宜家沙田分店）方向走前往約十分鐘。可從沙田瀝源邨走約十分鐘，從沙田警署旁的行人天橋跨過港鐵軌道。可坐巴士或小巴在瀝源邨下車。

## 註腳
1. ↑  .   [2008-03-17]. （原始内容存档于2011-06-18）.
2. ↑  肥彭挑戰港式小食[永久]
3. ↑  . hk.apple.nextmedia.com. 2011-12-07  [2011-12-07]. （原始内容存档于2012-04-09） （中文（香港））.
4. ↑  .   [2008-03-17]. （原始内容存档于2008-05-21）.

## 外部連結
- 龍華酒店 （页面存档备份，存于）
- 龍華酒店 （页面存档备份，存于）